# 도미타 고헤이
도미타 고헤이(일본어: 冨田 康平, 1996년 6월 9일~)는 일본의 축구 선수이다.

## 구단 경력
그는 2018년 J2리그의 교토 상가 FC에 입단했고, 4년동안 팀에서 뛰었다. 2022년 J3리그의 FC 이마바리로 이적했다. 2023년까지 53경기에 출전하여, 1득점을 넣었다. 2024년 AC 나가노 파르세이루로 이적했다.